# Hoplitis brevispora
Hoplitis brevispora är en biart som först beskrevs av Warncke 1992.  Hoplitis brevispora ingår i släktet gnagbin, och familjen buksamlarbin. Inga underarter finns listade i Catalogue of Life.